# 報道協定
報道協定（ほうどうきょうてい）とは、日本の警察が新聞・テレビなどのマスメディアに対して報道を一切控えるように求めることによって、マスメディア間で結ばれる協定のこと。主に身代金目的の誘拐事件やハイジャックなどの立てこもり事件など、人質事件が発生した場合において用いられる。
日本特有のもので、平時の外国には存在しない（統制が敷かれるのは戒厳が発令された場合）。

## 概要
報道協定が結ばれた場合、マスメディアは事件に関する報道を一切しない代わりに、警察は入手した情報、捜査の経緯、過程を無協定状態よりもマスメディアに公表しなければならない。この状態は警察からの要請で仮協定が発効となり、警察本部と記者クラブの会議による本決定によって、報道協定が解除されるまで続けられる。警察は事件捜査中に情報が世間に公開されて犯人を刺激することを防ぐことができ、またマスメディアは協定解除後に警察捜査に関する情報を元に記事を発信することができるため、双方にメリットがある。
記者クラブでは報道協定の連絡の際に記者室の黒板を使っていたことから「黒板協定」とも呼ばれている。
報道協定が解除されるのは以下の場合である。
- 人質が安全に保護された場合
- 人質の死亡が確認された場合
- 事件にかかわった犯人が全員逮捕された場合
- 事件が長期化した場合に、警察本部と記者クラブの会議の中で解除を認めた場合

報道協定は協定を結ぶ会場（原則として警察施設）へマスメディアが入るのに報道機関と特定されない車両を使う、カメラなどの機材は目立たないように分解して搬入するなど制約が多い。これは犯人に動きを察知され、人質が危険な状態に置かれるのを避けるためである。
報道協定に法的な拘束力はないが、協定を破るような事態となれば記者クラブ除名や出入り禁止などの厳しいペナルティ、倫理上の非難が想定されるため、各報道機関は協定を遵守する。1980年に発生した宝塚市学童誘拐事件では、兵庫県警記者クラブがフライング報道した『読売新聞』を3か月間除名する処分を下している。
しかし、近年はインターネットの普及に伴い、友人、親族などのマスコミ関係者から知りえた情報が電子掲示板などに書き込まれたり（例：新城市会社役員誘拐殺人事件）、警察の聞き込みによって伝えられた情報がTwitterなどのSNSに投稿されたりするなど、協定の及ばない部分から情報が拡散してしまう事例も発生している。例として2011年3月3日に発生した熊本3歳女児殺害事件の場合、熊本県警が事件発生直後、誘拐事件の可能性を考慮して報道協定の申し入れを検討していたが、その時点で既にTwitterにて事件の情報が拡散されていた。結局、直後に被害者の遺体が発見され、犯人も逮捕されたため、報道協定は適用されなかった。
また、マスメディアは事件中には捜査情報を報道できない代わりに無協定状態よりも警察から捜査情報を知ることができるが、マスメディアに犯人と通じている共犯者がいる場合、捜査情報が犯人側に漏洩するデメリットも存在する。過去に報道協定が結ばれた事件でマスメディアの人間が犯人と共犯者であったことが確認された例はない。

## 導入の経緯

### 報道協定のきっかけ
報道協定ができるきっかけとなった事件は、1960年（昭和35年）5月16日に東京都世田谷区で発生した雅樹ちゃん誘拐殺人事件である。事件発生翌日の17日午前、朝日新聞・東京新聞・産経新聞が事件を把握して取材を開始し、やがて警視庁に入っていた全報道機関に事件が知れ渡ると、同日の夕刊から翌日（5月18日）朝刊にかけ、新聞各紙が一斉に報道を行った。しかし、犯人は18日朝、事件を詳細に報じた新聞を読んだことをきっかけに追い詰められ、被害者を殺害してしまう。遺体発見（5月19日）までに、物々しい捜査活動や、被害者宅を取り巻くセンセーショナルな報道合戦が繰り広げられていたことから、遺体発見直後から、「警察の捜査ミスと、いき過ぎた報道が被害者を死なせてしまった」という市民の非難の声が高まり、報道機関側も「深刻な反省」をすることとなった。

### 協定の原案
この問題は、在京社会部長会を経て、新聞協会編集委員会に提起され、同会は今後は営利誘拐事件が発生した場合、まず被害者の生命を第一に考えるべきである」という見地から、以下の「方針」を決定した。
その後、1963年（昭和38年）3月31日には東京都台東区で吉展ちゃん誘拐殺人事件が発生。当時は雅樹ちゃん事件と異なり、捜査・報道機関の動きともに遅かったため、捜査当局が身代金目的の誘拐事件であることを把握して以降、報道管制を敷くだけの余裕があった。同年4月10日、警視庁の要請により、報道機関側との間で誘拐報道協定が締結され、これは、上記の「方針」に基づき、「当局の発表と説明を厳重に区別し、発表以外は報道しない」とするものである。その結果、同日から同月19日（警視庁と在京社会部長会との協議の結果、公開捜査に切り替わる）までの間、同事件については報道はなされなかった。報道が開始されて以降も、「発表以外は報道しない」とする協定体制は実質的に継続されており、同月23日には在京社会部長会が、「被害者の生死は推測しない」「救出の際に支障になることは報道しない」という2項目を協定に加えている。警察庁は同年5月10日付で、各道（方面）府警警察本部宛に、今後同種事件が発生した場合、報道機関に対し「当局の発表以外は報道しない」（捜査当局は報道機関に対し、捜査の経過はその都度説明するが、その説明と報道する事項を厳格に区別し、報道機関は捜査当局が報道してもよいとする事項についてのみ報道する）ことを協議し、徹底させることを要請する通達を出している。
また、同年7月24日には東横百貨店（後の東急百貨店東横店）に対し、右翼政治団体を名乗る者から「（午後）3時半までに渋谷東映前へ500万円を持ってこなければ、時限爆弾を仕掛ける」という脅迫電話がかかり、15時50分ごろに同店9階に仕掛けられていた時限爆弾が爆発する事件が発生。同年8月11日にも同店旧館屋上で再び爆発が起き、同月14日には「現金500万円を沼津郵便局留で送り、送った期日を読売新聞全国版の広告で知らせろ。警察に知らせるとまた爆発させる」という脅迫状が届く事件が起きたが、警視庁は犯人の指定通り、8月17日付の読売新聞（朝刊）に「8月19日に送る。8月20日午前中に着く予定」という広告を出し、犯人をおびき寄せて逮捕する作戦を取った（結果、犯人は郵便局に現れず失敗）。同事件の際、警視庁刑事部長は8月22日に（警視庁に出入りしている）報道各社に対し、犯人逮捕まで報道を自粛するよう要請し、在京社会部長会側もそれを了承したが、静岡県を拠点とする静岡新聞（東京の在京社会部長の申し合わせに拘束されない）がそれに反発し、同月24日付の夕刊で「（指定した日から）3、4日経っても犯人が現れない」との理由で、事件について詳細に報じた。そのため、「報道協定を継続させる意味がなくなった」として協定は解除となったが、在京社会部長会側から「この種の事件では（申し合わせて）報道を控える必要がある」「これを契機に誘拐報道の場合のように、捜査側と報道側が話し合うルールがあってもよいのではないか」という意見が上がった。これに対し、警視庁側は「今回のような事件の場合は、誘拐事件のように報道によって決定的に人命が危険になるとまでは断言できないケースだった」と消極的な姿勢を取りつつも、「直接人命に関係があるようなケースでは、相談できるように下地を作っておく必要があるだろう」という見解を示し、同年9月13日、在京社会部長会によって「恐喝事件報道に関する方針」が制定された。
1965年（昭和40年）、日本新聞協会と警察庁は「身代金目的などの誘拐事件が発生し、報道の取り扱いについて協定を結ぶ必要がある場合、都道府県警察本部で、所在地の報道機関の責任者と話し合って確認する」「報道の取り扱いについて協定した場合、口頭だけの取り決めでは不十分であるため、文書を作成する」「協定がなされた場合、日本新聞協会から全国の加盟各社（および、非加盟の放送各社）にそれを通知し、協定を行った警察も、その内容を警察庁および関係警察に通知する」「協会に加盟にしていないローカル新聞に協力を求める必要がある場合、個々に各警察で協力を求めるようにする」といった内容の「運用項目」について合意した。それまでは、「報道各社が各々で報道の取り扱いに注意する」という基本姿勢を取っていたが、「報道する前に警察当局と事前に話し合う」という形に変わったのである。

### 現行方針
しかしその一方で、身代金目的の誘拐事件は1963年の7件、1964年（昭和39年）の5件をピークに減少傾向に入った一方、わいせつ目的の誘拐事件の発生が目立ってきたことから、警察当局は「報道協定の対象に、（営利目的でない）単純誘拐事件を含められないか」と提案。報道側（在京社会部長）もそれに前向きな姿勢を示し、両者間およびそれぞれ内部での協議を経て、1970年（昭和45年）2月3日には後藤田正晴（警察庁長官）や新聞協会幹部らによる会談の結果、「誘拐、およびその疑いのある事件が発生した場合、事件を扱う警察署責任者は、速やかに事件を当該警察本部責任者に報告し、本部で協定申し入れの判断・手続きを行う」「報道機関側も現地の報道担当者が、とりあえず取材および報道を控え、事件の内容を直ちに警察本部記者クラブまで通報する」「協会加盟者のうち、事件発生時点で当該警察本部記者クラブに所属していない社がある場合、警察本部責任者は当該者の出先記者に協定（仮協定を含む）に対する協力の申し入れを行う。記者はとりあえず取材および報道を控え、申し入れ内容を直ちに本社編集責任者に連絡してその了承を得る」などといった内容の「確認文書」を交換。
それから2日後の同年2月5日、新聞協会編集委員会はこの方針と「付記」（施行細則）を最終決定した。この現行方針は、「人命に危険がおよぶことが予想される誘拐・監禁などの事件の場合、警察当局は記者クラブに各社間協定の締結を申し入れ、記者クラブは『仮協定』を結んで取材・報道を控える。そして事件を各本社編集責任者に連絡し、了解を得た上で報道（必要に応じて取材も）を自制する各社間協定（本協定）を結ぶ。協定締結中、警察本部の責任者は捜査経緯を詳しく報道機関に発表する」という主旨を明文化したもので、その適用第1号（決定後、最初に発生した報道協定締結事件）は、富山の幼女誘拐事件である（後述）。

## 過去に適用された主な事件
過去に報道協定が結ばれた事件は約60件ある。以下に代表的な事件を列挙する（日付は 事件が被害者の家族・捜査機関に発覚した日 - 報道協定解除となった日 と表記）。
- 吉展ちゃん誘拐殺人事件：1963年（昭和38年）3月31日 - 4月13日（原文兵衛警視総監がマスコミを通じて犯人への呼びかけを行った）
- 正寿ちゃん誘拐殺人事件：1969年（昭和44年）9月10日 - 11日（犯人逮捕）
- 由美子ちゃん誘拐殺人事件：1970年（昭和45年）2月23日 - 24日（被害者の死亡確認）[28]
  - 富山県富山市における幼稚園女児誘拐殺人事件[27]。日本新聞協会が同月に「誘拐事件の報道については、捜査側と報道側が話し合う」とする現行方針を決定して以降、協定が締結された初の事件[27]。
- あさま山荘事件：1972年（昭和47年）2月27日 - 28日
- 津川雅彦長女誘拐事件：1974年（昭和49年）8月15日 - 16日（被害者を保護）
- 宝塚市学童誘拐事件：1980年（昭和55年）1月23日 - 25日（被害者を保護・犯人逮捕）
  - 報道協定解除前、犯人逮捕の瞬間を『読売新聞』のヘリコプターが現場上空から撮影。この件で同紙は協定違反に問われ、兵庫県警察記者クラブから3か月間の出入り禁止処分を受けた。
- 富山・長野連続女性誘拐殺人事件：1980年（昭和55年）3月6日 - 27日（公開捜査に切り替え）
  - 「長野事件」（長野県で発生したOLの身代金目的誘拐殺人事件）の際、事件発覚から日本新聞協会加盟社164社は報道を自粛していたが、協会に加盟していない『週刊新潮』（新潮社）が[29]、1980年4月3日号（同年3月27日発売）で本事件の詳細を報道した[30]。このため、捜査を行っていた長野県警が「事件も長期化しており、これ以上の協定継続は無意味だ」と解除を決めた[注 9][30]。この出来事は、報道協定の範囲・期間に関して検討が行われる契機となった[31]。
- 司ちゃん誘拐殺人事件：1980年（昭和55年）8月3日[32] - 16日（被害者の死亡確認）[33]
  - 富山・長野連続女性誘拐殺人事件を契機に、同年7月7日には警察庁と日本雑誌協会が報道協定の確認を行った[32]。同事件は、雑誌が報道協定に加わった初の事例である[32]。
- 名古屋女子大生誘拐殺人事件：1980年（昭和55年）12月2日 - 26日（公開捜査に切り替え）[34]
- 江崎グリコ社長誘拐事件：1984年（昭和59年）
- ハウス食品脅迫事件：1984年11月7日（ハウス食品社長・浦上郁夫宛の脅迫状が届く）[35] - 12月10日[36]
  - 日本新聞協会に属さない新左翼系『人民新聞』（同年11月21日発売の号外）や、日本雑誌協会に属さない『噂の眞相』1985年1月号（同年12月10日発売）がそれぞれ事件を報道したため[36]。
- 甲府信金OL誘拐殺人事件：1993年（平成5年）8月10日 - 17日（被害者の死亡確認）
- 石狩町女子高生誘拐事件：1995年（平成7年）7月29日 - 7月31日（被害者家族の了承を得て公開捜査に切り替え）[37]
  - 公開捜査切り替え後に被害者は無事保護され、犯人も逮捕された[38]。
- 新城市会社役員誘拐殺人事件：2003年（平成15年）4月18日 - 4月20日（被害者の死亡確認）
- 宮城新生児誘拐事件：2006年（平成18年）1月7日 - 8日（被害者を保護）[39]
- 渋谷女子大生誘拐事件：2006年（平成18年）6月26日 - 6月27日（犯人逮捕）

またハイジャック事件や立てこもり事件において、警察の強行突入の動きを犯人に察知されないよう、航空機や建物の周囲を映さないなどテレビで生中継される映像を制限する報道協定が結ばれる事がある（例：全日空函館ハイジャック事件）。なお、新潟少女監禁事件（2000年発覚）の際には、報道各社が救出された被害者女性の家から数百 m以内に近づかないという報道協定を結んだ。

## 他の用法
報道協定といえば、上に詳述した誘拐事件に関する警察とマスコミの間で結ばれる協定のことをさすことが多いが、それ以外でも記者クラブにおいて結ばれる報道に関する（主として自粛の）協定全般をこのように呼ぶこともある。
代表例として、徳仁皇太子と小和田雅子の結婚の際、婚約決定・公式発表までの間、宮内庁から報道各社に対して「統制」がかけられた例がある（皇太子妃報道に関する申し合わせ）。
それまでの“皇太子妃候補報道”で、候補女性たちを追い回す迷惑行為が多発し、候補女性が次々に辞退したためで、マスメディア側の売り上げにつながるスクープを得たい商業主義や、下請け取材者任せのモラルの欠落が、そのような状況を作り、報道機関全体の横並びの姿勢から、メディア規制といえる協定を受け入れてしまった。
しかしこの際は、記者クラブに縛られないアメリカ合衆国の新聞『ワシントン・ポスト』のスクープによって、意味を成さなくなった。